# БЗБК (волейбольный клуб)
БЗБК(ранее — «Нефтяник», «Нефтчи»)  — советский и азербайджанский женский волейбольный клуб из Баку.

## История наименований
- 1953—1970 — «Нефтяник»;
- 1971—1980, 1985—1988 — «Нефтчи»;
- 1988—1991 — «БЗБК»;
- 1992—1995 — «Нефтчи».

Название БЗБК происходит от аббревиатуры Бакинского завода бытовых кондиционеров. Команда стала так называться с 1988 года по названию предприятия, взявшего клуб под свою опеку.

## Достижения
- 3-кратный бронзовый призёр чемпионатов СССР — 1966, 1972, 1990
- Обладатель Кубка СССР — 1991
  - двукратный серебряный призёр розыгрышей Кубка СССР — 1974, 1990
- 8-кратный чемпион Азербайджана — 1992—1999
- Серебряный призёр Кубка обладателей кубков ЕКВ — 1993

## История

### Период СССР

#### 1950—1970
В чемпионате СССР 1953 года дебютировала команда «Нефтяник» (Баку), представлявшая добровольное спортивное общество (ДСО) профсоюза работников нефтяной промышленности Азербайджанской ССР. Дебют вышел неудачным. Команда заняла лишь 19 место из 24 участников. В последующие два сезона команда выступала в классе «Б». С 1957 года — вновь среди сильнейших женских волейбольных клубов страны.
Серьёзные успехи к «Нефтянику» пришли с началом 1960-х годов, когда команду возглавил Шамиль Шамхалов. В сезоне 1961/1962 клуб занял 5 место, в 1965 году — 4-е. В чемпионате СССР 1966 выиграли бронзовые награды, уступив лишь лидерам женского волейбола СССР — ЦСКА и московскому «Динамо». 
В 1967 году под флагом сборной Азербайджанской ССР игроки «Нефтяника» стали серебряными призёрами союзного первенства и Спартакиады народов СССР. Лидерами команды были самая именитая советская волейболистка Инна Рыскаль и Вера Лантратова.
В первенстве СССР 1968 года с «Нефтяником» случился провал. По итогам предварительного этапа команда замкнула турнирную таблицу. Этот чемпионат команда провела без двух лидеров Рыскаль и Лантратовой, которые находились в составе сборной СССР на централизованной подготовке к Олимпиаде 1968 года. Расставания с 1-й группой «Нефтяник» сумел избежать, выиграв переходный турнир.

#### 1970-е
В трёх последующих чемпионатах СССР команда занимала места в середине турнирной таблица. В 1972 году команда повторила успех шестилетней давности теперь уже под названием «Нефтчи» и под руководством Ф. Мамедова, завоевав бронзовые медали. 
Во второй половине 1970-х годов с уходом волейболисток прежнего поколения результаты «Нефтчи» пошли на спад. В чемпионате СССР 1979 года команда заняла лишь предпоследнее, 11-е место. Уступив в переходном турнире, команда надолго покинула высшую лигу.

#### 1980—1991
Новый подъём «Нефтчи» начался во 2-й половине 1980-х годов, когда клуб возглавил Фаиг Гараев. В 1988 году бакинская команда выиграла турнир в 1-й лиге и получила право на переход в высший дивизион. В чемпионате СССР 1989/1990 волейболистки БЗБК стали бронзовыми призёрами, а в 1991 заняли итоговое 4-е место, уступив в серии за 3-е место «Уралочке»-2[уточнить].
В 1991 году БЗБК выиграл Кубок СССР, став последним обладателем почётного трофея.

### Период Азербайджана
После начала проведения независимого чемпионата Азербайджана «Нефтчи» (так вновь стала называться команда, а с сезона 1995/1996 вновь БЗБК) победил в первых восьми турнирах подряд (1992—1999), после чего клуб прекратил своё существование. На лидирующие позиции в азербайджанском волейболе вышли две другие команды из Баку — «Локомотив» и «Нефтяг».
С 1989 по 1993 год за клуб выступала Виктория Равва, позднее выступавшая за сборную Франции.

## Волейболистки клуба в сборной СССР
В составе сборной СССР в официальных соревнованиях выступали две волейболистки команды:
- Инна Рыскаль — двукратная олимпийская чемпионка (1968 и 1972), двукратный серебряный призёр Олимпийских игр (1964 и 1976), чемпионка мира 1970, двукратный серебряный призёр мировых первенств (1962 и 1974), победитель розыгрыша Кубка мира 1973, трёхкратная чемпионка Европы (1963, 1967, 1971)
- Вера Лантратова — Олимпийская чемпионка 1968, чемпионка мира 1970, чемпионка Европы 1967